# Raffaello Giusti
Raffaello Giusti (Lucca, 1842 – Livorno, 1905) è stato un editore, tipografo e libraio italiano.

## Biografia
Nato nel 1842 da una povera famiglia a San Pietro a Vico, frazione di Lucca, nel 1860 si trasferì a Pisa ove esercitò per due anni il mestiere di venditore ambulante di libri. Dotato di intuito commerciale, questa modesta esperienza, condotta per le strade della città, gli servì per comprendere quali testi potevano maggiormente interessare i lettori. Nel 1863, trasferitosi a Livorno, aprì una piccola libreria e, grazie alla sua intraprendenza, divenne in breve tempo il libraio più fornito della provincia.

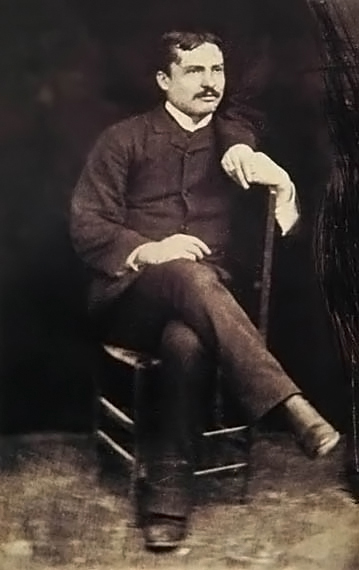
Giovanni Pascoli affidò al Giusti la stampa delle sue Myricae

Nel 1881, con l'acquisto di una tipografia, affiancò alla vendita la stampa su commissione di testi celebrativi e di occasione. Proprio nell'ambito di questa attività, nel 1887 diede alle stampe una raccolta di componimenti poetici che, come si usava, vennero donati dagli sposi agli invitati del loro matrimonio. Cinquanta copie eccedenti del volumetto furono poi destinate, con un buon esito, alla libera vendita.
I componimenti erano tratti dalle Myricae, opera inedita di un giovane poeta di ventisei anni, Giovanni Pascoli.
Giusti, soddisfatto dell'apprezzamento, sia pure numericamente modesto, dei lettori, propose a Pascoli di pubblicare l'opera integrale: nel 1891 uscì così la prima edizione di Myricae con i tipi dell'editore Giusti e, successivamente, altre edizioni con l'aggiunta di nuove componimenti. Giusti, consapevole del prestigio di avere nel proprio catalogo un'opera di un poeta sempre più apprezzato, non volle più cedere i diritti di pubblicazione come l'autore avrebbe voluto e il Pascoli, risentito, arrivò a definire l'editore "un vero filibustiere".
Con il tempo il catalogo dell'editore Giusti si arricchì con testi scolastici, manuali e opere culturalmente più impegnative, quali i volumi della Biblioteca storico-letteraria del critico letterario Francesco Flamini e dello storico della letteratura Francesco Torraca e quelli della Raccolta di rarità storiche e letterarie curati dall'erudito e dantista Giuseppe Lando Passerini.
Le opere pubblicate dal Giusti ebbero un buon successo, con  ristampe e nuove edizioni. L'editore, oltre alle soddisfazioni economiche, fu gratificato anche da due onorificenze del Regno: quella della Corona d'Italia nel 1896 e l'altra, nel 1903, dell'Ordine mauriziano. 
Massone, fu membro della loggia pisana Galileo del Grande Oriente d'Italia, della quale fu il deputato all'Assemblea generale del 1863 a Firenze.
Il libraio editore, colpito da una polmonite, morì a sessantadue anni a Livorno nel 1905. Gli successe nell'attività il figlio Ugo. Giovanni Pascoli compose il testo dell'iscrizione incisa sulla sua tomba nel cimitero della Misericordia di Livorno.